# Йонду
Йонду Удонта (англ. Yondu Udonta), або просто Йонду (англ. Yondu, [ˈjɒnduː]) — вигаданий персонаж з коміксів американського видавництва Marvel Comics. Йонду в коміксах був представлений як останній вцілілий представник свого виду в 31 столітті, член-засновник команди Вартових галактики з альтернативної реальності в мультивсесвіті Marvel, відомої під назвою Земля-691. Він є блакитношкірим чоловіком з великим червоним гребенем, що стирчить з потилиці та спини. Йонду — воїн, здатний керувати смертоносними стрілами за допомогою звукових хвиль, здебільшого саме за допомогою свисту. Йонду приєднався до Венса Астро та інших вцілілих після нападу бадунів на Сонячну систему в 31 столітті, які стали відомими як Вартові галактики. У складі Вартових Йонду потрапив на сучасну Землю і став почесним членом Месників. Оригінальний Йонду ніколи не з'являвся як сольний персонаж у жодному з коміксів Marvel, але був основним членом команди в коміксі «Guardians of the Galaxy», який виходив з 1990 по 1995 рік.
Майкл Рукер виконав роль Йонду Удонти у фільмах Кіновсесвіту Marvel, де персонаж є космічним піратом та лідером одного з угруповань Варварців, «Вартові галактики» (2014) та «Вартові галактики 2» (2017). Після прем'єри першого фільму Marvel Comics представила цього персонажа, натхненного фільмами Marvel Studios, в основний всесвіт Marvel Земля-616. Також, Майкл Рукер озвучив персонажа у «Вартові галактики: Спеціальний святковий випуск» (2022) і альтернативну версію персонажа в анімаційному серіалі Disney+ «А що як...?» (2021), а також мав камео у фільмі «Вартові галактики 3» (2023).
З моменту своєї появи сучасний персонаж Йонду з'явився в анімаційному телесеріалі «Вартові галактики» (2015) та в кількох відеоіграх.

## Історія публікації
Версія Йонду Землі-691 вперше з'явилася в «Marvel Super-Heroes» #18 (січень 1969). За словами Роя Томаса, всі оригінальні Вартові галактики були створені під час конференції між Арнольдом Дрейком і Стеном Лі, але залишається невизначеним, чи кожен окремий персонаж був створений Дрейком, Лі, чи обома. Письменник Стів Ґербер включив персонажа, коли відродив команду в декількох коміксах: «Marvel Two-In-One» #4-5 (липень-вересень 1974), «Giant Size Defenders» #5 і «Defenders» #26-29 (липень-листопад 1975) та «Marvel Presents» #3-#12 (лютий 1976-серпень 1977).
Йонду з'явився разом з рештою оригінальної команди Вартових галактики в серії «Guardians 3000» 2014 року.
Версія Йонду для Землі-616 вперше з'явилася в «Star-Lord» #2 і була створена Семом Гамфрісом і Хав'єром Ґарроном.

## Колекційні видання
| Назва                  | Випуски      | Дата публікації | ISBN                |
| ---------------------- | ------------ | --------------- | ------------------- |
| «Yondu: My Two Yondus» | «Yondu» #1-5 | Липень 2020     | ISBN 978-1302921095 |